# Hegedűs T. András
Hegedűs T. András (Budapest, 1943. október 31. – Budapest, 1999. március 11.) klinikai pszichológus, pedagógus, a Budapesti Közgazdaságtudományi Egyetem Pedagógiai Tanszékének professzora, a pszichológiai tudományok kandidátusa (1980). A szolnoki Országos Roma Önkormányzat fenntartásában működő Dr. Hegedűs T. András Szakiskola, Középiskola, Általános Iskola és Kollégium névadója (az iskola megszűnt 2016-ban).

## Élete
Fazekas Endre (1906–1945) gépészmérnök, a Hasenörl Ede cég cégvezetője és Kellner Éva (1911–1996) rendelőintézeti asszisztens fiaként született. Apja 1945. február 2-én Kópházán munkaszolgálatosként mártírhalált halt. Anyja 1948-ban férjhez ment Hegedűs László okleveles építészmérnökhöz.
A budapesti Bolyai János Gimnáziumban érettségizett (1961), majd az Eötvös Loránd Tudományegyetem Bölcsészettudományi Karán történelem szakos tanári és pszichológus oklevelet szerzett (1966). A szegedi József Attila Tudományegyetemen doktorált (1977). 1961-től a Fővárosi Tanács Ötvös utcai Nevelőintézetének gyermekfelügyelőjeként dolgozott. 1966 és 1972 között az Egészségügyi Minisztérium Pomázi Munkaterápiás Intézetének pszichológusa volt. 1973-tól 1981-ig az Egészségügyi Gyermekotthonok Országos Módszertani Intézetének (EGYOMI) csoportvezető pszichológusa, 1985-től a Marx Károly Közgazdaságtudományi Egyetem tudományos főmunkatársa, majd egyetemi docense, 1993-tól a Budapesti Közgazdaságtudományi Egyetem tanszékvezetője volt.
A budapesti Farkasréti temetőben helyezték nyugalomra.

## Munkássága
Fiatal pszichológusként rájött arra, hogy pedagógusként lehet igazán lehetősége a felnövő nemzedéket formálni. Ugyanakkor munkájában mindig jelen volt a pszichológia iránti érdeklődés.
Sokat foglalkozott a nevelés és nevelődés társadalmi problémáival. 1989-ben Forray R. Katalin Archiválva 2013. augusztus 31-i dátummal a Wayback Machine-ben nal együtt írta meg Az újjáépítés gyermekei – A konszolidáció gyermekei című könyvét, amely azzal foglalkozik, hogy miképpen hagy nyomot az emberekben a gyermekkoruk, pontosabban az, amit a szüleikkel együtt átéltek, vagyis, hogy milyen hatással van a társadalom formálódása.
1990-es években elsősorban a cigány gyermekek szocializációjának kutatásával foglalkozott. Hegedűs T. András munkásságának ezen szakasza fejezi ki legjobban társadalmi érzékenységét, a hátrányos helyzetűek iránti érdeklődését, segíteni akarását. Világnézete szerint nem valósulhat meg a rendszerváltás az esélyegyenlőség megteremtse nélkül, és valószínűleg ennek hatására vállalt politikai szerepet a magyarországi szociáldemokrata mozgalomban. A rendszerváltás után megkezdődtek a lépések a cigány fiatalok iskoláztatásának támogatására. Ehhez szükségessé vált egyre több cigányságot ismertető tanulmány megszületése, illetve a pedagógusok és a szociális munkások egyre mélyebb cigányság ismerete.
Hegedűs T. András a Cigány gyermekek szocializációja című könyvével (ami szintén Forray R. Katalinnal való közös munkájából született 1998-ban) útmutatást szeretne nyújtani a cigány tanulók oktatásához, illetve neveléséhez, valamint tananyagot biztosítani a cigányságismeretről.
A tanulmány három részből áll:
1. Elméleti bevezetés
2. Tábori krónika
3. Kommentár és értelmezés

Az elméleti bevezetés foglalkozik az iskolai beilleszkedés és az úgynevezett „kettős szocializáció” kérdésével, valamint készítettek egy nem reprezentatív vizsgálatot, amely során arra voltak kíváncsiak, hogy milyen tényezők befolyásolják a cigány gyermekek sikerességét, hogyan hat erre a család, illetve a pedagógus.
A második rész egy háromhetes nyári táborozás tapasztalatainak elemzésével próbálja szemléltetni, hogyan taníthatók meg a cigány fiatalok arra, hogy vállalják kettős identitásukat. Ez azt a célt szolgálja, hogy a cigány fiatalok megtanulják megőrizni a cigány kultúra értékeit, és átvenni a magyar társadalom attitűdjeit is.
A harmadik rész leírja az együttműködés kialakulásának folyamatát, valamit részletesen elemzi a nehézségeket. Hegedűs T. András és Forray R. Katalin úgy vélik: azzal, hogy a cigány fiatalok vállalják a cigány identitásukat, még nem csökken a magyar kultúra iránti érdeklődésük és befogadókészségük.
Tekintettel arra, hogy a szerzők tapasztalatai a 80-as, 90-es évek fordulójából származik, felmerülhet a kérdés, hogy mennyire állja meg a helyét az írás a mai helyzetre vonatkozóan. A Cigányok, iskola, oktatáspolitika (2003) kötetükben is erre keresnek válaszokat, jelentős nemzetközi kitekintéssel.
Sajnos fiatalon távozott közülünk, de jelentős szellemi örökséget hagyott maga után. Így ír erről Bogdán Péter[1]:
"Hegedűs T. András munkásságát a hetvenedik születésnapján olyan heroikus, tiszteletre méltó, haladó, ember- és polgárjogi szellemiségű tevékenységnek látom, amely a romák kulturális hátterét vonatkoztatási (abból eredő) rendszerként használta a cigány gyermekek iskolai problémáinak leírásához. Éppen ezért méltóságot és tiszteletet követelt neki. A romák iránti megbecsülés igénye ma már sokszor feltétlen reflexként működik a nem roma közösségekben."

## Díjai, elismerései
- MTA elnöki jutalom 1977, 1988
- A Közgazdaságképzésért 1992

## Művei
Könyvek
- 1985- Forray R. Katalin – Hegedűs T. András: Az együttélés rejtett szabályai. Egy cigány csoport sikerének mértéke és ára az iskolában. Országos Pedagógiai Intézet, Budapest. 95 p.
- 1987- Forray R. Katalin – Hegedűs T. András: Tanulmányok a cigányság beilleszkedéséről. Országos Pedagógiai Intézet, Budapest. 187 p.
- 1989- Forray R. Katalin – Hegedűs T. András: Az újjáépítés gyermekei – a konszolidáció gyermekei. Magvető. Gyorsuló idő, Budapest, 236 p.
- 1989- Forray R. Katalin – Hegedűs T. András: A cigány kultúra esélyeiről. Országos Pedagógiai Intézet, Budapest, 152. p.
- 1990- Forray R. Katalin – Hegedűs T. András: A cigány etnikum újjászületőben. Tanulmány a családról és az iskoláról. Közoktatási Kutatások, Akadémiai, Budapest, 135 p.
- 1991- Forray R. Katalin – Hegedűs T. András: Két tanulmány a cigány gyermekekről. Közoktatási Kutatások. Akadémiai, 164 p.
- 1997 Hegedűs T. András: Pszichológia. AULA, Budapest, 2087. p
- 1998- Forray R. Katalin – Hegedűs T. András: Cigány gyermekek szocializációja, AULA, Budapest, 391. p.
- 2003 Forray R. Katalin – Hegedűs T. András: Cigányok, iskola, oktatáspolitika. Új Mandátum, Budapest, 293 p.

Tanulmányok
- 1978- Forray R. Katalin – Hegedűs T. András: Köznevelés, intézményhálózat, településszerkezet. In: Köznevelésünk évkönyve 1976-77. Szerk. Zibolen Endre és Jáki László. Tankönyvkiadó, Budapest. 153-159.
- 1979- Forray R. Katalin – Hegedűs T. András: A magyar általános iskolai hálózat néhány jellemzőjének faktoranalízise. Magyar Pedagógia, 3:290-295.
- 1980- Forray R. Katalin – Hegedűs T. András: Egyenetlenségek a magyar általános iskolai hálózatban. Pedagógiai Szemle, 2:99-110.
- 1983- Forray R. Katalin: A szociálökológiai oktatáskutatásról. Magyar Pedagógia, 3. – cit: Hegedűs T. András: A társadalomtudományok integrációja – az ökológia a pszichológiában. Magyar Pszichológiai Szemle, 1984. 1:42-58.
- 1986- Forray R. Katalin – Hegedűs T. András: "Magyar" iskola – cigány csoport. Gyermekek két kultúra között. Ifjúsági Szemle, 2:35-43.
- 1987- Forray R. Katalin – Hegedűs T. András: A cigány gyerekek iskoláztatásának néhány ellentmondása. Köznevelés, 19:3-4.
- 1987- Forray R. Katalin – Hegedűs T. András: Nőies és férfias iskolázási magatartások – iskolai ideológiák. Magyar Pedagógia, 3: 231-246.
- 1988- Forray R. Katalin – Hegedűs T. András: Socializzazione biculturale. Studio su un gruppo di Rom di Budapest. Lacio Drom (Róma), vol. 24.:2-3. 57-68. p.
- 1988- Forray R. Katalin – Hegedűs T. András: Hungarian Schools and Gypsies: Children Caught Between Two Cultures. Youth Review – Ifjúsági Szemle, 62-77.
- 1988- Forray R. Katalin – Hegedűs T. András: Tradicionális családi nevelés és iskolai magatartás egy innovatív cigány közösségben. Pedagógiai Szemle, 2:124-137.
- 1989- Forray R. Katalin – Hegedűs T. András: A konszolidáció gyermekei. Kortárs, 8:118-126. p.
- 1989- Forray R. Katalin – Hegedűs T. András: Differences in the upbringing and behaviour of Romani boys and girls, as seen by teachers. Journal of Multilingual and Multicultural Development (London), Vol. 10. 6:515-528.
- 1989- Forray R. Katalin – Hegedűs T. András: Tipikus iskolák cigány kultúrák mellett. In: Forray R. K. – Hegedűs T. A. szerk: A cigány kultúra esélyeiről, OPI Budapest, ERFATERV, 9- 91.
- 1990- Forray R. Katalin – Hegedűs T. András: Többféle kultúrára támaszkodó nevelés. Köznevelés, 2:4-5.
- 1990- Forray R. Katalin – Hegedűs T. András: Bikulturelle Sozialisation: Eine Fallstudie über eine Budapester Roma-Gruppe. In: Karady, V.- Mitter, W. (ed.): Bildungswesen in Mitteleuropa im 19. und 20. Jahrhundert. Deutsches Institut für Internationale Pädagogische Forschung. Böhlau Verlag, Köln, Wien. 115-140.
- 1991- Forray R. Katalin – Hegedűs T. András: Útban a középfok felé. In: Utasi Ĺgnes – Mészáros Ĺgnes (szerk.): Cigánylét. MTA Politikai Tudományok Intézete, 201-228
- 1991- Forray R. Katalin – Hegedűs T. András: Nincs kisebbségi oktatásügy hazánkban. INFOTársadalomtudomány, 18:39-43. p.
- 1991- Forray R. Katalin – Hegedűs T. András: Cigány gyermekek háromhetes tábora 1990-ben. Uj Pedagógiai Szemle, 12:72-81.
- 1992- Forray R. Katalin – Hegedűs T. András: Egy kultúrantropológiai kísérlet. Iskolakultúra, 11- 12: 94-103.
- 1993- Forray R. Katalin – Hegedűs T. András: Schulpolitik und nationale Minderheiten. Educatio, 2. 245-252.
- 1993- Forray R. Katalin – Hegedűs T. András: Sprachenunterricht und nationale Minderheiten in Ungarn. Pädagogik und Schule in Ost und West, 1. 21-26. – cit: Gutsche, M.: Das ungarische Bildungswesen im Umbruch. Von Reformen zur Transformation, Böhlau, 1996, Köln, Weimar, Wien 163; 264.
- 1993- Forray R. Katalin – Hegedűs T. András: A Review of the National and Ethnic Minorities Education in Hungary. In: Devetak, Silvo (ed): Small Nations and Ethnic Minorities in an Emerging Europe. Slavica Verlag Anton Kovac, München, p. 278-282.
- 1994- Forray R. Katalin – Hegedűs T. András: Die letzte Völkerwanderung. WAS 76, (Wien) 34- 41. p.
- 1994- Forray R. Katalin – Hegedűs T. András: Cigány tanulók az általános iskolában. Iskolakultúra, 20, 12-19. p.
- 1994- Forray R. Katalin – Hegedűs T. András: Tradicionális családi nevelés és iskolai magatartás egy innovatív cigány közösségben. In: Nyári László szerk: "Mig én rólad mindent, te rólam semmit sem tudsz". Családpolitikai füzetek, Agroinform, Budapest, 59-77. p.
- 1995- Forray R. Katalin – Hegedűs T. András: Hogyan és miért nem működik a nemzetiségietnikai oktatást kiegészítő állami támogatás I. rész. Amaro Drom 5:24-26. II. rész.: Hogyan és miért nem működik, Amaro Drom, 6:24 – 25.
- 1995- Forray R. Katalin – Hegedűs T. András: Oktatáspolitikai változások a cigány gyerekek iskoláztatásában. Iskolakultúra, 24:7-18.

Posztumusz:
- 2001- Forray R. Katalin – Hegedűs T. András: Oktatáspolitikai változások a cigány gyerekek iskoláztatásában. In: Andor Mihály szerk: Romák és oktatás. Iskolakultúra:13-30
- 2001- Forray R. Katalin – Hegedűs T. András: Cigány tanulók az általános iskolákban (egy empirikus vizsgálat tapasztalatai). In: Andor Mihály szerk: Romák és oktatás. Iskolakultúra. 74-84
- 2001- Forray R. Katalin – Hegedűs T. András: Particularism, universalism and teaching someone to be different. In: Fényes Cs., McDonald, Ch., Mészáros, A szerk: The Roma Education. Resource Book. Volume 1., Open Society Institut, Budapest, 45-48 p.
- 2001- Forray R. Katalin – Hegedűs T. András: Teachers on the Gypsy Culture. In: Fényes Cs., McDonald, Ch., Mészáros, A szerk: The Roma Education. Resource Book. Volume 1., Open Society Institut, Budapest, 178-184

Sokszorosítások, szakértői anyagok, előadások
- 1976- Forray R. Katalin – Hegedűs T. András: Beszámoló az általános iskolák országos kataszterének létrehozásáról és felhasználásának néhány lehetőségéről. MTA Pedagógiai Kutató Csoport, Rendszer – és szervezetkutatás 17. Budapest, 20. p.
- 1977- Forray R. Katalin – Hegedűs T. András: Vizsgálatok az iskolai adminisztráció köréből. Iskolakutatás 21. MTA Pedagógiai Kutató Csoport
- 1987- Forray R. Katalin – Hegedűs T. András : Az informatika társadalmi fogadókészségéről. Marx Károly Közgazdaságtud. Egyetem, NTI TPO, 22 p.
- 1989- Forray R. Katalin – Hegedűs T. András: Tézisek a Cigány Ifjusági Szövetség oktatáspolitikai koncepciójához. Oktatáskutató Intézet, 39 p.
- 1991- Forray R. Katalin – Hegedűs T. András: Regionalism in Hungary. Oktatáskutató Intézet, 7 p
- 1991- Forray R. Katalin – Hegedűs T. András: Támogatás és integráció. Oktatáspolitikai szempontok a cigányság iskolázásához. Kutatás Közben 160. Oktatáskutató Intézet, 28 p.
- 1993- Forray R. Katalin – Hegedűs T. András : Problem of ethnic groups: What can school do for righteousness and legality?, BKE Ped. Tanszék, (kézirat), 12. p.
- 1993- Forray R. Katalin, Hegedűs T. András Kozma Tamás, Szabó László Tamás): Etnikum, kisebbség, multikulturális nevelés. Az oktatásügy fejlesztésének tudományozás megalapozása. Szakértői anyag a MKM felkérésére, Oktatáskutató Intézet, dok.
- 1994- Forray R. Katalin – Hegedűs T. András: A rasszizmus, xenofóbia, antiszemitizmus és intolerancia elleni intézkedések Magyarországon (Készült az MKM megbízásából), Oktatáskutató Intézet, 1994. 25 p
- 1995- Forray R. Katalin – Hegedűs T. András: Előszó. In: Forray R. K. szerk: Publikációk a cigányság oktatásáról. Oktatáskutató Intézet, Kutatás Közben, 208. 5-15. p.
- 1995- Forray R. Katalin – Hegedűs T. András: Judice and Prejudice. In: Auzias C. – Gheorghe N. eds.: Rapport general sur les discrimination contre les enfants Roms. UNICEF-ICDC, Firenze